# Dong Open Air
 (mai 2024).
Pour les articles homonymes, voir Dong.
Le Dong Open Air est un festival allemand consacré au metal ayant lieu tous les ans à Neukirchen-Vluyn depuis 2001.

## Programmation

### Années 2000

#### 2001
Blood Red Angel, Decapitation, Fianna, Guerrilla, Heartwork, Impure, N.R.G., Stripped Of Flesh, Yppah Nomed.

#### 2002
Adorned Brood, Amityville, Blood Red Angel, Complex 7, Guerrilla, Fianna, Hate Factor, Mabus, N.R.G., Sarx, Schattenleben, Sencirow, Torture Chamber, Violet.

#### 2003
Abaddon, Adorned Brood, Antifreeze, Burden of Grief, Folkedudl, Hate Factor, Night in Gales, Osyris, Psychotron, Ratsbane, Skyclad, Sun of Sadness, Violet, Witchtower.

#### 2004
Chainheart, Crikey, Dark Suns, Disillusion, Equilibrium, Final Breath, Humanity, Insignium, Jack Slater, Jester's Funeral, Lanfear, My Darkest Hate, Seraphim, Suidakra, The Rules, Tomorrow's Eve, Vintersorg.

#### 2005
Aardvarks, Behind the Scenery, Delirious, Desilence, Drawline, Elvenking, Excrementory Grindfuckers, Finntroll, Hate Factor, Intense, Mindcrime, Orkus, Perzonal War, President Evil, Ravage, Skyclad, Stormgarde, Sycronomica, Synasthasia, XIV Dark Centuries.

#### 2006
Die Apokalyptischen Reiter, Commander, Contradiction, Dragonland, Grailknights, Guerrilla, Gun Barrel, Hidden In The Fog, Horrorscope, Lords Of Decadence, Motorjesus, Mystic Prophecy, Negator, Osyris, Rotting Christ, Savage Circus, Symbiontic, The Bonny Situation, Turisas.

#### 2007
Absence, Aeveron, All We Hate, Black Messiah, Chainsaw, Cheeno, Dark Age, Darzamat, Debauchery, Eluveitie, Ensiferum, Galskap, Novembers Fall, Månegarm, Orphaned Land, Runamok, Sinister, Skyclad, The Pokes, Van Canto, Verdict.